# 格里利縣 (堪薩斯州)
格里利县（英語：Greeley County，縮寫GL）是美国堪薩斯州西部的一個縣，西鄰科羅拉多州，面積2,016平方公里。根據2020年美國人口普查，共有人口1,284人。縣治特里比恩（Tribune）。該縣成立於1873年3月6日，縣政府成立於1888年7月9日；縣名紀念聯邦眾議員、《纽约论坛报》創辦人霍勒斯·格里利。